# Валуйська сільська рада
| Валуйська сільська рада — колишній орган місцевого самоврядування у Станично-Луганському районі Луганської області з адміністративним центром у с. Валуйське. Сільській раді були підпорядковані населені пункти: - с. Валуйське - с. Болотене - с-ще Вільхове - с. Макарове - с. Сизе |

## Склад ради
Рада складалася з 30 депутатів та голови.

### Керівний склад ради
| ПІБ                           | Основні відомості                                                                       | Дата обрання | Дата звільнення |
| ----------------------------- | --------------------------------------------------------------------------------------- | ------------ | --------------- |
| Попов Володимир Олександрович | Сільський голова, 1956 року народження, освіта                                          | 26.03.2006   | 31.10.2010      |
| Попов Володимир Олександрович | Сільський голова, 1956 року народження, освіта середня спеціальна, член Партії регіонів | 31.10.2010   |                 |

Примітка: таблиця складена за даними джерела